# Gwernaffield-y-Waun
Gwernaffield-y-Waun är en by i Flintshire i Wales. Byn är belägen 188 km 
från Cardiff. Orten har 933 invånare (2016).